# Die Vulkan-Apokalypse
Die Vulkan-Apokalypse (Originaltitel Super Eruption) ist ein US-amerikanischer Katastrophenfernsehfilm aus dem Jahr 2011 von Matt Codd nach einem Drehbuch von Rafael Jordan.

## Handlung
Ein Vulkan unterhalb des Yellowstone-Nationalparks droht auszubrechen. Seit rund 640.000 Jahren galt der Vulkan als inaktiv, ein möglicher Ausbruch hätte für Nordamerika weitreichende Folgen. Charlie Young, ehemaliger Militärangehöriger, ist der ortsansässige Park Ranger und soll eine Möglichkeit finden, den Ausbruch zu verhindern. Ihm zur Seite wird die britische Vulkanforscherin Kate gestellt. Aufgrund ihrer persönlichen Differenzen sowie aufgrund einer sexuellen Beziehung gestaltet sich die Arbeit zwischen ihnen schwierig. Erst als Charlie erfährt, dass sich seine Tochter Claire in der Gegend herumtreibt, in der der Vulkanausbruch vermutet wird, und die daher gefährdet ist, akzeptiert er die notgedrungene Zusammenarbeit.
Aufgrund von Störungenen im Raum-Zeit-Kontinuum ist Kate in der Lage, via Videoübertragung mit ihrem zukünftigen Ich zu kommunizieren. Dadurch erhält sie Wissen über Vulkane, dass erst Jahre später bekannt wird, und hat unverhoffte Vorteile dadurch.

## Hintergrund
Der Film entstand überwiegend in und um Sofia in Bulgarien. Der Film wurde erstmals im Jahr 2011 auf dem Syfy-Sender in den USA ausgestrahlt. Wenige Jahre später erschien er im US-amerikanischen Videoverleih. Am 11. September 2011 feierte der Film auf RTL Zwei seine deutsche Free-TV-Premiere.

## Rezeption
„Konventioneller (Fernseh-)Katastrophenfilm, der allenfalls durch das in der Zukunft angesiedelte Alter Ego der Wissenschaftlerin für dubiose Abwechslung sorgt.“

Alex DiVincenzo bemängelt in seiner Filmreview für Horrornews.net die „D-Listen-Schauspieler“, die CGI-Effekte und das „durchschnittliche Bild“. Er findet, dass der Film „ist nicht so langweilig oder langweilig wie viele Syfy-Bemühungen, dank der Weltraum-Zeit-Nebenhandlung, aber es ist weder so-schlecht-es-gut-noch absurd genug, um einen Kult nach einem la Sharknado zu entwickeln“.
Kimberly Vetrano bezeichnet den Film in ihrer Filmreview für She Scribes als „kitschig“ und ist der Meinung, dass der Film unterhalten könne und zum Nachdenken anrege, was bei einem tatsächlichen Ausbruch eines Vulkans innerhalb des Yellowstones passieren würde. Sie kritisiert die Entscheidung, dass Kate mit ihrem zukünftigen Ich kommunizieren kann, und ist der Meinung, „wenn sie diesen Teil des Films entfernt hätten, wäre der Film viel besser geflossen. Die Szenen, in denen ihr zukünftiges Selbst ihrem jetzigen Selbst sagt, was sie tun muss, um zu versuchen, den Yellowstone am Ausbrechen zu hindern, waren ziemlich albern.“
Im Popcornmeter, der Zuschauerwertung auf Rotten Tomatoes, hat der Film bei weniger als 50 Abstimmungen eine Wertung von 6 %. In der Internet Movie Database hat der Film bei über 800 Stimmabgaben eine Wertung von 3,7 von 10,0 möglichen Sternen (Stand: Februar 2025).